# Ревансер (шахрестан)
Ревансе́р (перс. شهرستان روانسر‎) — одна из 14 областей (шахрестанов) иранской провинции Керманшах. Административный центр — город Равансар.
В состав шахрестана входят районы (бахши):
- Меркези (центральный) (بخش مرکزی)
- Шаху (بخش شاهو)

Население области на 2006 год составляло 44 983 человека.

## Населённые пункты
| Русское название | Оригинальное название (фарси) | Население, чел. (2006) |
| ---------------- | ----------------------------- | ---------------------- |
| Ревансер         | روانسر                        | 16 383                 |
| Гельсефид        | گل سفيد                       | 1 530                  |
| Кешлак           | قشلاق                         | 1 164                  |
| Кури-Кале        | قوري قلعه                     | 989                    |
| Хасанабад        | حسن اباد                      | 841                    |